# Segunda-feira negra de 1987

FTSE 100 de 19 de junho de 1987 a 19 de janeiro de 1988.

DJIA de 19 de junho de 1987 a 19 de janeiro de 1988.

A segunda-feira negra refere-se ao dia 19 de outubro de 1987, marcado pela queda de 22.61%  do índice Dow Jones, que mede a variação média do preço das ações negociadas a New York Stock Exchange (Bolsa de Valores de Nova Iorque), em Wall Street, bem como de outros índices ao redor do mundo. Na Austrália, o dia é referido como Terça-Feira Negra, devido à diferença de fuso horário.

## Cronologia
No final de 1985 e no início de 1986 a economia dos Estados Unidos começou a se alterar, de uma rápida recuperação de uma recessão nos anos 80 para uma expansão mais lenta, enquanto o Dow avançava significativamente. Em 1986 o colapso da OPEC levou a instabilidade financeira, e o Dow caiu, em 14 de outubro de 1987, 3,8% (então um recorde), e 2,4% no próximo dia. Nos dias 15 e 16 de outubro, o Irã atacou navios-petroleiros dos EUA no Kuwait, enquanto que os mercados financeiros de Londres fecharam mais cedo devido à grande tempestade de 1987. A quebra dos mercados começou na manhã do dia 19 de outubro, no mesmo dia em que mais petroleiros americanos foram atingidos, com uma queda dos preços dos índices ao redor do mundo.
Ao final de outubro, os mercados de Hong Kong, Austrália, Espanha, Reino Unido, Estados Unidos e Canadá haviam caído 45,5%, 41,8%, 31%, 26,45%, 22,68% e 22,5% respectivamente. O mercado da Nova Zelândia foi atingido mais gravemente, caindo 60%, levando vários anos para se recuperar.